# Vanvittig Verdenshistorie
Vanvittig Verdenshistorie er en dansk comedy podcast med fokus på historie. Værterne på podcasten er Alexander Janku og Peter Løhde. Første afsnit blev udgivet 27. november 2017 og efter en pause på over et år, vendte de tilbage 20. januar 2019. De har sidenhen udgivet afsnit hver søndag, foruden en række specialafsnit.
De var nomineret til Podcastprisen 2020 i kategorien Årets nørderi.
I januar 2023 lå podcasten nr. 83 på podtails top 200 liste over mest downloadede danske podcast. Pr. 9. maj 2021 havde de 30.000 afspilninger om ugen og nåede ugentligt ud til 12.000 faste lyttere.

## Format
Værterne skiftes til at medbringe en historie med et verdenshistorisk perspektiv. Der er flere faste elementer i podcasten, bl.a. at der drikkes en ny øl i hvert afsnit. I slutningen af afsnittene rates historien på det såkaldte Vanvidsbarometer. Her vurderer de historierne efter fem kriterier:
Vildskab, LOL-Faktor, Uniqueness, Indflydelse og Xtra Spice. Pr. januar 2023 er historien om IT-programmøren John McAfee topscoreren med 89 point.

### Specialafsnit
Vanvittig Verdenshistorie har udgivet flere specialafsnit der adskiller sig kraftigt fra det normale format.
De har bl.a. udgivet flere Q&A-afsnit hvor de besvare spørgsmål fra lytterne.
I december 2022 udgav Vanvittig Verdenshistorie to specialafsnit i samarbejde med Aarhus Universitet. I det ene afsnit havde de besøg af psykologiprofessor Henrik Høegh Olesen og i det andet af historieprofessor Bertel Nygaard.

### Vanvittig Verdenshistorie Pixi
Foruden Vanvittig Verdenshistorie udgiver samme værter podcasten Vanvittig Verdenshistorie Pixi. Tidligere var pixi-formatet, hvor der fortælles kortere historier, en del af podcasten, men blev udskilt i slutningen af 2022. De offentliggjorde nyheden med to specialafsnit i hovedpodcasten hhv. d. 8. september 2022 og d. 10. november 2022.
Pixi-afsnittene udkommer, modsat hovedpodcasten, ikke med regelmæssige intervaller.

## Værter
Alexander Janku Ravn Homilius f. 29. marts 1992, oftest nævnt som Alexander Janku, er uddannet journalist ved Danmarks Medie- og Journalisthøjskole. Han arbejder som selvstændig videojournalist i firmaet Reflektor Film. Han er opvokset i Nørager og bor i Risskov.
Peter Løhde Dalsgaard Thomsen f. 22. juli 1991, oftest nævnt som Peter Løhde, er uddannet journalist fra Danmarks Medie- og Journalisthøjskole og cand. public fra Aarhus Universitet. Han arbejder som radiovært på Radio4s program Kraniebrud. Han er opvokset i Aulum og begyndte som radiovært på Aulum Lokalradio som 13-årig.

## Offentlige optrædener

### Liveshows
Vanvittig Verdenshistorie har siden 2020 optrådt flere gange med liveshows. Det første liveshow var i Aarhus d. 15. januar 2020 på Tir na nÓg for 70 publikummer.

#### Udvalgte liveshows
- 1. marts 2020 på Hotel Cecil i København for 180 publikummer.[15]
- 26. august 2020 på Kunsten i Aalborg.[16]
- 20. september 2020 i Musikhuset i Aarhus.[17]
- 31. oktober 2020 i Odd Fellow Palæet i Odense.[18]
- 21. november 2020 på Godsbanen i Aarhus.[19]
- 13. marts 2021 i Musikhuset i Aarhus.[20]
- 8. april 2021 via live stream. Arrangementet var arrangeret af Danmarks Tekniske Universitet og IDA.[21]
- 23. juni 2021 på Kunsten i Aalborg.[22]
- 28. august 2021 og 3. september 2021 til Aarhus Festuge.[23][24]
- 18. september 2021 på Bremen Teater i København.[25]
- 5. oktober 2021 på Skråen i Aalborg.[26]
- 9. november 2021 på Magasinet i Odense.[27]
- 21. maj 2022 i Fårup Sommerland.[28]
- 26. maj 2022 på Jelling Musikfestival.[29]
- 21. august 2022 på Wonderfestiwall på Bornholm.[30]
- 25. juni 2022 på Bremen Teater i København. Jubilæumsshow for fuldlængdeafsnit nr. 100.[31]
- 2. september 2022 i Musikhuset i Aarhus.[32]
- 20. november 2022 i Studenterhuset i Odense.[33]
- 10. januar 2023 i Musikkens Hus i Aalborg.[34]

### Udvalgte TV-optrædener
- 15. maj 2021 i Go'morgen Danmark på TV 2.[35]
- 16. december 2022 i Troldspejlet special på DR.[36]

### Udvalgte podcast-optrædener
- 29. september 2019 i Bløde Værdier.[37]
- 1. marts 2021 i Videnskabeligt Udfordret.